# 데이비드 보어

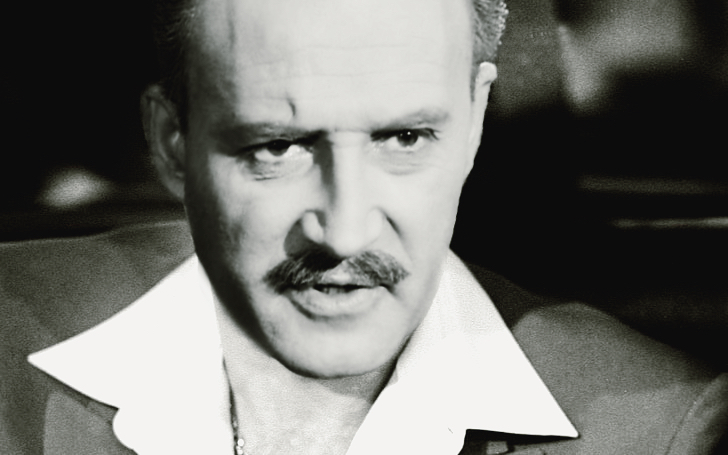

데이비드 보어(David Bauer, 1917년 3월 6일 ~ 1973년 7월 13일)는 미국의 배우, 텔레비전 배우이다.
시카고에서 태어났으며 런던에서 사망하였다. 사인은 심근 경색이다.

## 영화
- 끝없는 밤 (1972년)
- 펀 앤 게임즈 (1971년)
- 007 다이아몬드는 영원히 (1971년)
- 패튼 대전차 군단 (1970년) - Lt. Gen. 해리 버포드 역
- 태양 제국의 멸망 (1969년)
- 지옥의 용병들 (1968년)
- 형사 클루조 (1968년)
- 토처 가든 (1967년)
- 더블 맨 (1967년)
- 007 두번 산다 (1967년)
- 추운 곳에서 온 스파이 (1965년)
- 리브 잇 업! (1964년) - 마크 왓슨 역
- 맨 인 더 미들 (1963년)
- 세인트(영어판) (1962년)